# 裏庭

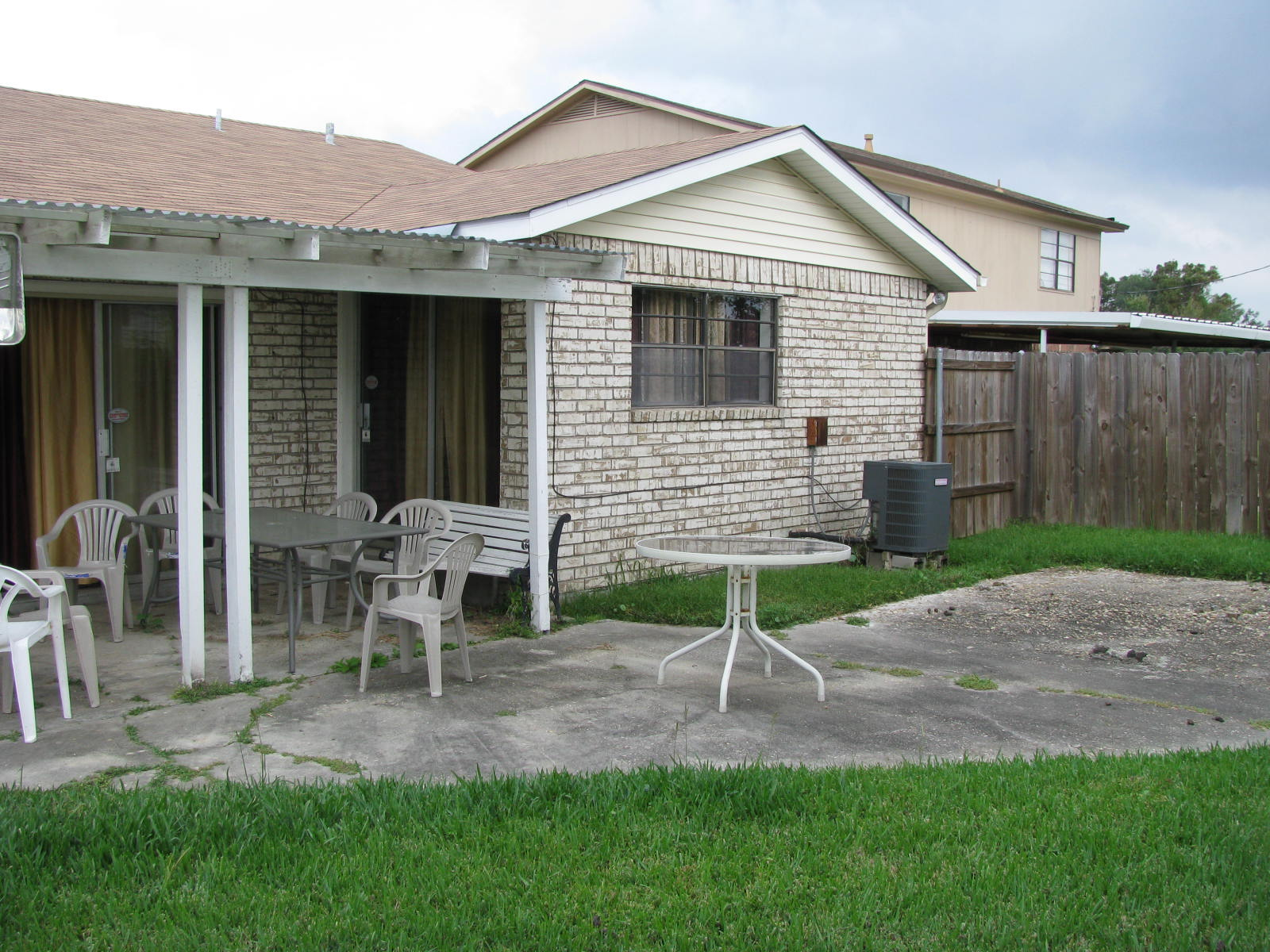
アメリカ合衆国、ルイジアナ州ハーヴェイの家の裏庭

裏庭（うらにわ） 、またはバックヤード （en:Backyard）は、住宅がある敷地において奥の庭のことで、西洋世界では郊外開発住宅に共通してみられる。
また、バックガーデン（en:back garden）は、イギリスの郊外や園芸文化において特別な場所として扱われている裏庭のこと。

## 内容

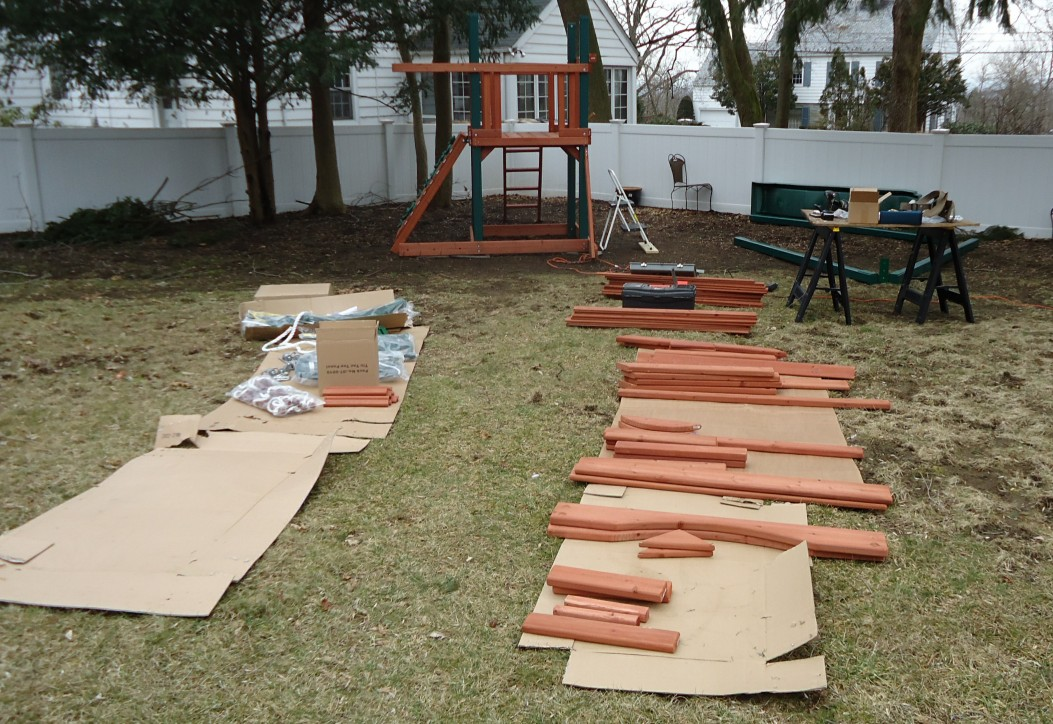
便利屋プロジェクトの一環として、住宅所有者の裏庭のために建設されている遊び場。

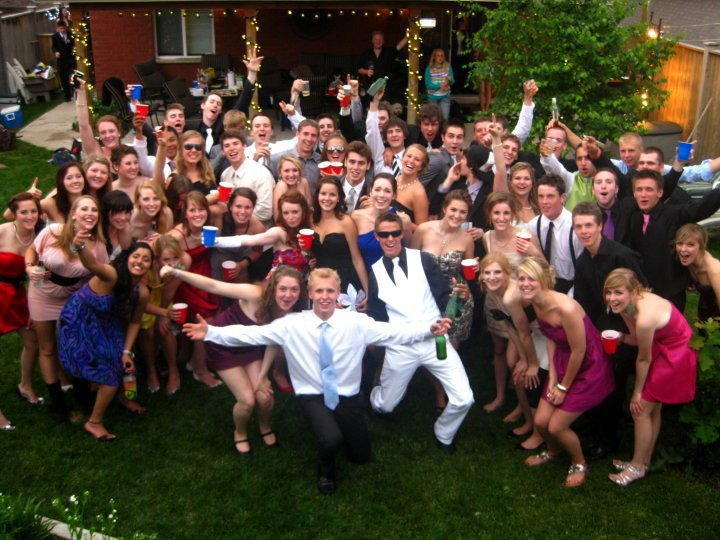
カナダの裏庭のパーティーでポーズをとる人

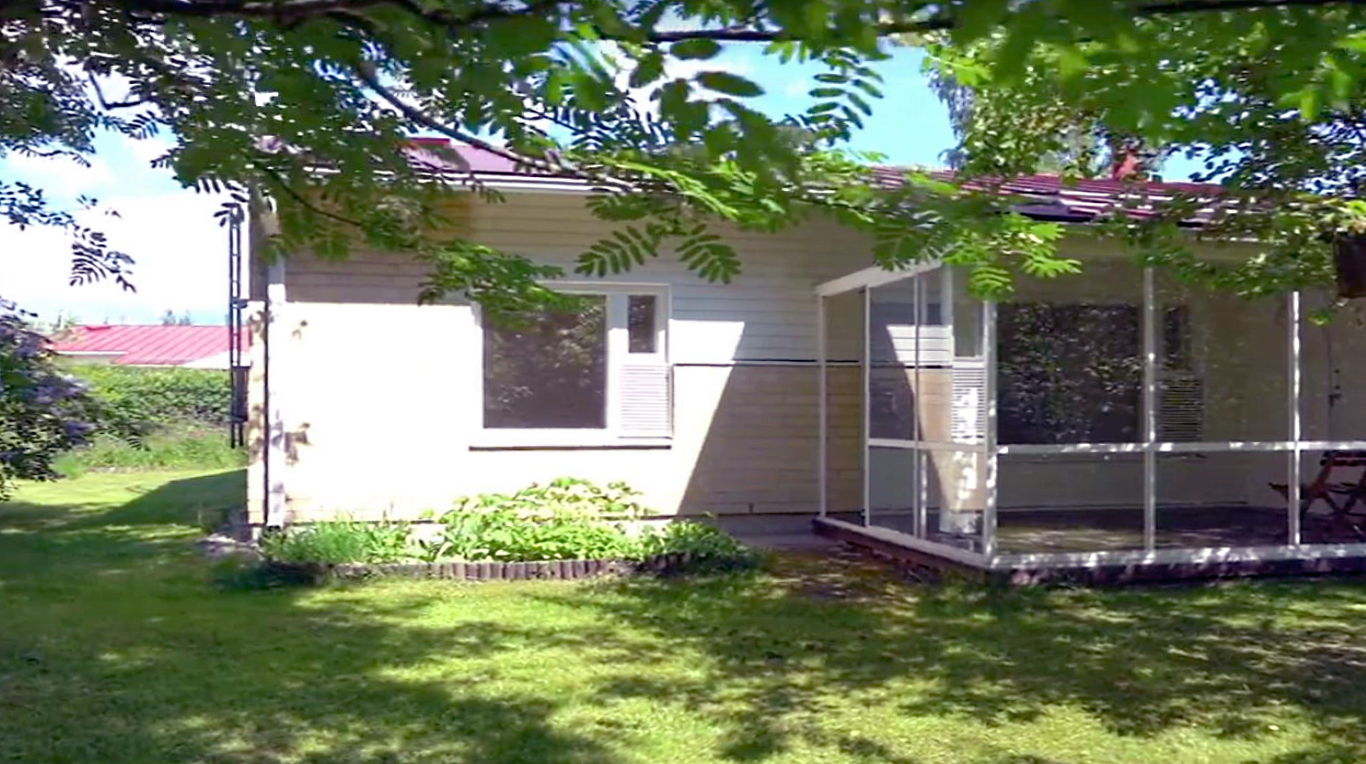
フィンランド・タンペレの家の裏庭。

裏庭には、以下のようなものが存在する場合がある。
- 建物
  - 納屋[3]
  - 鶏小屋
  - 車庫
  - ガゼボ[3]
  - ゲストハウス
  - 外便所
  - playhouse[3]
  - サウナ小屋[3]
  - en:smokehouse（燻製小屋）
  - 工房
- 堆肥容器[3]
- ウッドデッキ
- フェンス
- 庭園
- ガーデンファニチャー（ベンチ、テーブルと椅子、パラソルなど）
- 芝生
- 再生可能エネルギーの発電機（ソーラーパネルや風車など）
- 遊び場（砂場、滑り台、ブランコなどの遊具）
- 貯蔵タンク
- プール
- 乗り物
- ごみ箱
- バーベキュー用の設備

## 裏庭の特徴と使われ方
住居がテラスハウスの場合は、横道は利用できず、テラスの裏側を走る路地からアクセスする。前庭がない通りに直接開いている建物であっても、ほとんどは後ろに小さい裏庭を持っている。例外は、リーズのようなイギリスの北部の工業地帯で見られる連続住宅だが、現在それらはほとんど破壊されている。トイレのある裏庭は、1875年公衆衛生法に準拠するために建設された住居の特徴である。
裏庭の機能的および娯楽的用途は非常に多様であるため、簡単に分類することはできない。裏庭で行われていることは、社会的または法的な理由から前庭で行われないものであることが多い。衣類の乾燥・家庭菜園・日光浴などは、前庭に比べてプライバシーが守られる裏庭でしばしば行われる。
伝統的に、人々は裏庭を私的なものとして扱い、隣人のものとして扱うことはない。どのようにして自分の隣人を迎えることができ、対話することができるかの社会的エチケットは複雑であり、多くの非公式の社会的規則によって定義されているかもしれない。地域によっては、裏庭の壁（敷地境界線に続く側壁）を越えて隣人と話すのが一般的で、隣人性の歓迎される形態だが、他の場所ではそうではない場合も見受けられる。

### イギリス

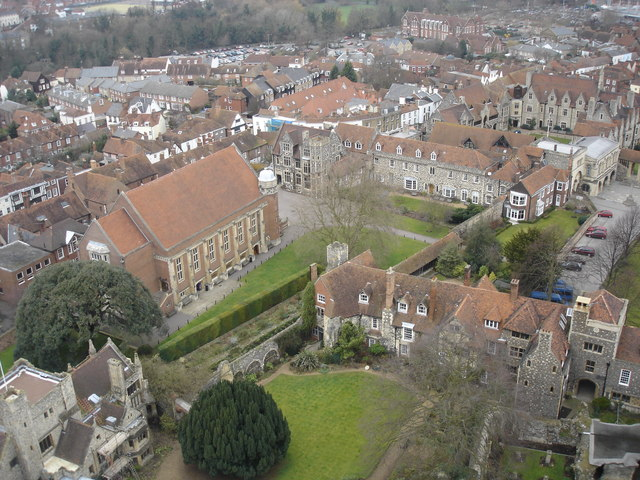
カンタベリー大司教の裏庭にはエラスムスによって植えられたと言われている桑が含まれています。

イギリスには1000万以上のバックガーデンがある。イギリスで住宅を建設する際は、隣接する住居の壁面と一定の距離が必要であるため、その距離を利用した裏庭のスペースが設けられることが多い。 

### オーストラリア

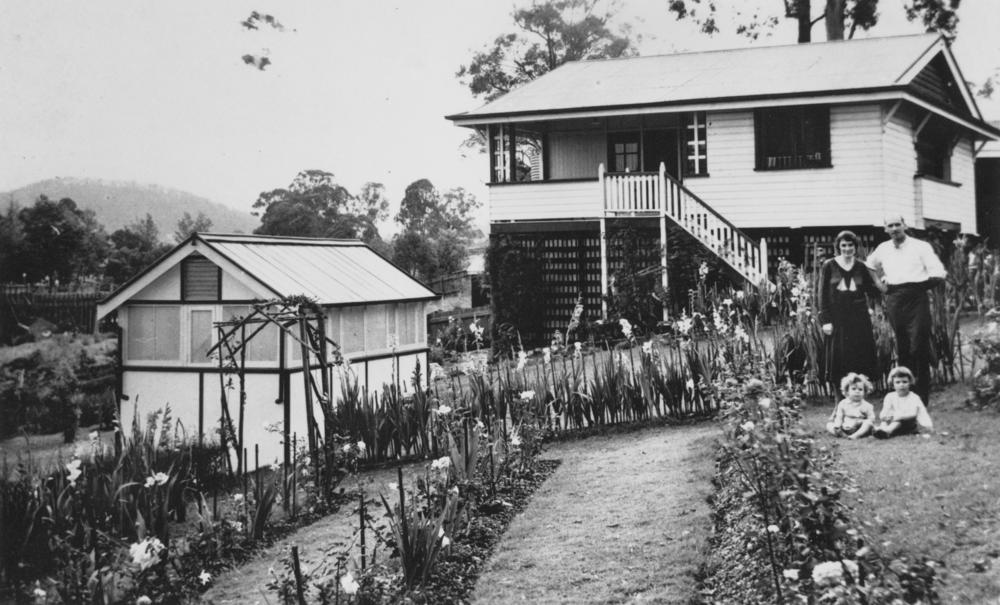
1929年のオーストラリア・クイーンズランド州ブリスベンにある家の裏庭

オーストラリアでは、20世紀半ばまで、裏庭には伝統的に家禽の繁殖地、離れ家、外便所、家庭菜園 、そしてウッドヒープが配置されていた。その後、これらはバーベキューやプールなどの屋外の娯楽に置き換えられた。しかし、1990年代以降、オーストラリアの郊外住宅では建物が土地のほとんどを占めているため、裏庭がなくなる傾向にある。
イギリスと異なり、裏庭は大きな設置面積の建物に対する好みに合わせて設けられるものであることが多い。